# Oelwein, Iowa
Oelwein là một thành phố thuộc quận Fayette, tiểu bang Iowa, Hoa Kỳ. Năm 2010, dân số của thành phố này là 6415 người.

## Dân số
Dân số qua các năm:
- Năm 2000: 6692 người.
- Năm 2010: 6415 người.